# Гідрогеологія Філіппін
Гідрогеологія Філіппін
На території Філіппін є декілька невеликих артезіанських басейнів, приурочених до міжгірських і передгірських западин. Основні ресурси прісних вод пов'язані з четвертинним алювієм максимальною потужністю до 200 м. Живлення водоносних горизонтів – за рахунок інфільтрації опадів в сезони дощів. 
Ресурси вод значні, максимальні дебіти колодязів і свердловин до 50 л/с. Води прісні, HCO3- – Ca2+ складу. 
У прибережних районах архіпелагу в четвертинних рифових вапняках формуються горизонти і лінзи прісних вод. У межах гірських складчастих структур основні водоносні горизонти формуються у зонах тріщинності пірокластів і лав неоген-четвертинного віку. Ресурси вод високі, дебіти джерел досягають десятків, місцями сотень л/с. 
У країні є ресурси термомінеральних вод, пов'язаних з субмеридіональною зоною розвитку сучасного вулканізму і сольфатарних полів. Джерела сірководнево-вуглекислі, азотно-вуглекислі і вуглекислі, термальні і холодні. У межах  зони  фіксуються підземні геотермальні резервуари; на основі їх в країні функціонують декілька ГеоТЕС. 
У глибоких горизонтах осадового розрізу басейну поширені пластові термальні розсоли (NaCl). 